# Chiesa di San Marcello (Iglesias)
La chiesa di San Marcello è un edificio religioso sconsacrato di Iglesias.

## Storia e descrizione
La chiesa, sede della confraternita omonima, era situata sino alla fine del XIX secolo nei pressi della chiesa di San Francesco; fu poi spostata per far spazio alla costruzione delle nuove scuole elementari. Venne ricostruita nei primi del XX secolo su progetto dell'ingegnere Luigi Degrossi, riutilizzando parte dei materiali recuperati dal precedente edificio, tra cui i quadrettoni di ardesia per la pavimentazione interna. Attualmente è visibile il solo prospetto di gusto neogotico. Nella facciata, di colore rosso, a spiovente spicca il portale sormontato da un arco ogivale. Al centro della cuspide, una croce greca conduce lo sguardo verso il soprastante rosone, mentre un motivo di archetti gotici, molto simili a quelli che decorano le finestre del Palazzo Vescovile, chiudono la facciata.